# Darul Islam
Darul Islam (che significa Dār al-Islām) è un gruppo islamico in Indonesia, che mira alla creazione di uno Stato islamico dell'Indonesia. È stato avviato nel 1942 da un gruppo di miliziani, coordinati da un carismatico uomo politico radicale, Sekarmadji Maridjan Kartosuwirjo. Il gruppo riconosce solo la Shari'a come una valida fonte di diritto. Il movimento ha prodotto schegge e propaggini che vanno dalla Jemaah Islamiyah ai gruppi religiosi non violenti.